# Цинкоплавильний завод у Сан-Хуан-де-Н'єва
Цинкоплавильний завод у Сан-Хуан-де-Н'єва – потужний виробничий майданчик на півночі Іспанії.
Ще з середини XIX століття компанія Real Compañía Asturiana de Minas (RCAM) вела на півночі Іспанії розробку цинкових родовищ. В 1950-х роках вона вирішила доповнити діяльність сучасним плавильним виробництвом, для чого ініціювала створення Asturiana de Zinc (AZSA). Остання в 1958 – 1960 спорудила цинкоплавильний завод в індустріальній зоні Сан-Хуан-де-Н'єва, що лежить північніше від міста Авілес. В перший рік завод виробив 13 тисяч тонн електролітичного цинку, а в подальшому неодноразово проходив модернізації із розширеннями – в 1974, 1976, 1988, 1991 роках.
На початку 1980-х AZSA поглинула колишню материнську компанію RCAM, при цьому не пізніше того ж десятиліття головним акціонером самої AZSA став Banco Español de Crédito (BANESTO). У 1994-му на тлі проблем з обслуговуванням боргів BANESTO придбав Banco Santander, після чого в 1997-му 44,4% акцій AZSA продали транснаціональній корпорації  Glencore. В 2001-му потужний гірничодобувний концерну Xstrata виступив з пропозицією викупити всі 100% акцій AZSA, а в 2013-му відбулось злиття Glencore та Xstrata (після короткого періоду найменування цього лідера світової сировинної промисловості як GlencoreXstrata повернулись до Glencore). 
Прихід потужних іноземних інвесторів, пов’язанних з гірничодобувною промисловістю, дозволив в 1999-му прийняти амбітну програму модернізації, після завершення якої в першій половині 2000-х потужність заводу зросла на 37% та досягнула 460 тисяч тонн на рік. В 2020-му завод випустив 510 тисяч тонн цинку. 
Невід’ємною частиною технології цинкоплавильного виробництва є нейтралізація шкідливих газів, що утворюються при плавці. Як наслідок, майданчик в Сан-Хуан-де-Н'єва є великим продуцентом сульфатної кислоти. Станом на середину 2000-х він міг випускати 730 тисяч тонн цього продукту на рік, тоді як станом на першу половину 2020-х на сайті компанії зазначений показник у 675 тисяч тонн кислоти.